# Młyn „Sopel” w Ziewanicach
Młyn „Sopel” w Ziewanicach – młyn wodny nad Mrogą wybudowany w latach 20. XX w. we wsi Sopel (obecnie obszar wsi Ziewanice, w powiecie zgierskim, w województwie łódzkim). Obiekt wpisany do gminnej ewidencji zabytków gminy Głowno.

## Historia miejsca
Miejscowość Sopel wymieniana była jako własność arcybiskupstwa gnieźnieńskiego już w XVI w. W 1825 r. została wzięta w wieczystą dzierżawę przez przybyłego ze Śląska Wacława Traeumera (lub Thraumera), który uruchomił w Soplu nowoczesną manufakturę papieru. Papiernia przestała działać przed 1865 r., a jej budynek został spalony w 1884 prawdopodobnie w celu pobrania odszkodowania. Na fundamentach spalonej papierni wybudowano budynek, który służył jako młyn zbożowy. Zabudowania po papierni (z wyjątkiem spichrza z 1844 r.) zostały zniszczone w okresie I wojny światowej.

## Obecny młyn
Obecnie istniejący młyn został wybudowany w latach 20. XX w. Jest to budynek murowany z cegły, częściowo parterowy, a częściowo jednopiętrowy, z dachem dwuspadowym. W okresie PRL stanowił własność prywatną. W 2013 r. pełnił funkcję elektrowni wodnej.